# 7545-ös mellékút (Magyarország)
A 7545-ös számú mellékút egy nagyjából hét kilométer hosszú, négy számjegyű országos közút Zala vármegyében. A szűkebb környezetében központi szerepet betöltő Gutorfölde községet kapcsolja össze a 75-ös főúttal.

## Nyomvonala
A 7543-as útból ágazik ki, annak pontosan a 12,800-as kilométerszelvényénél, Gutorfölde központjában, észak felé. Kezdeti szakaszán Verseny utca néven halad a település központjában, majd kevesebb, mint 300 méter után keresztezi a Berek-patakot, kiágazik belőle északkeleti irányban a 75 326-os út, a Rédics–Zalaegerszeg-vasútvonal Gutorfölde vasútállomására, végül még a vasút vágányait is keresztezi. A folytatásban a település északi iparterületei között halad; 800 méter után lép teljesen gutorföldei külterületre, 2,3 kilométer megtétele után pedig átlépi Szentkozmadombja határát.
Ez utóbbi település első házait a negyedik kilométere után éri el, ott Jókai Mór utca néven húzódik, kevesebb, mint egy kilométeren keresztül. Az 5,450-es kilométerszelvénye táján átlép következő település, Zalatárnok területére, 6,4 kilométer után pedig eléri a község legdélebbi házait is. Ott Táncsics Mihály utca néven húzódik, és a 75-ös főútba beletorkollva ér véget; a főút itt majdnem pontosan 43,5 kilométer megtételén van túl, a kezdőpontjától számítva.
Teljes hossza, az országos közutak térképes nyilvántartását szolgáló kira.gov.hu adatbázisa szerint 6,978 kilométer.

## Települések az út mentén
- Gutorfölde
- Szentkozmadombja
- Zalatárnok

## Története
A Gutorfölde és Szentkozmadombja közti szakasz a Cartographia 2004-es kiadású Világatlaszában még nem szerepel.

## Hídjai
Egyetlen jelentősebb hídja van, a 275-ös méterszelvényében található Berek-patak-híd; a monolit vasbeton lemezszerkezettel kivitelezett híd 1961-ben épült, nyílásköze 9,0, teljes szerkezeti hossza 10,0 méter.